# Johann Bernhard Fischer von Erlach
 (janvier 2019).
Si vous disposez d'ouvrages ou d'articles de référence ou si vous connaissez des sites web de qualité traitant du thème abordé ici, merci de compléter l'article en donnant les références utiles à sa vérifiabilité et en les liant à la section « Notes et références ».
Johann Bernhard Fischer von Erlach est un architecte, sculpteur et historien de l'architecture autrichien. Il est né à Graz le 20 juillet 1656 et est mort le 5 avril 1723 à Vienne. Il est considéré comme l'un des créateurs du style architectural du second baroque autrichien. Parmi ses œuvres majeures figurent le palais de Schönbrunn, la Bibliothèque nationale, le palais urbain du prince Eugène et la Karslkirche (église Saint-Charles-Borromée) à Vienne, du palais Clam-Gallas à Prague et de la Kollegienkirche (en) et de l'église de la Trinité à Salzbourg. Son livre Entwurff einer historischen Architektur (Conception d'une architecture historique), paru en 1721, a eu une influence importante dans les pays d'Europe centrale.

## Biographie

### Premières années
Johann Bernhard Fischer naît le 20 juillet 1656 à Graz en duché de Styrie dans une famille bourgeoise ; son père Johann Baptist (de) est sculpteur et participe à la décoration des résidences de l'aristocratie locale. Bien que l'on ne dispose pas de preuve écrite, il semble acquis que Johann Bernhard commença sa carrière comme apprenti auprès de son père. En 1671, il quitte cependant Graz à l'adolescence et gagne Rome où faute de trouver un emploi de sculpteur, il entre dans l'équipe d'un architecte autrichien, Johann Paul Schor (en) (dit Giovanni Paolo Tedesco), spécialisé dans les architectures éphémères (cérémonies et défilés officiels) et les décorations intérieures. Grâce à Schor, Fischer entre en contact avec des grands mécènes, dont l'ex-reine Christine de Suède, et les intellectuels et artistes qui l'entourent. C'est probablement dans ce cercle qu'il rencontre Le Bernin et prend connaissance des œuvres de Borromini et Guarini. Après un court séjour à Naples avec Schor, il regagne Graz en 1686 où il participe à la décoration du mausolée de Ferdinand II.
Il se rend à Vienne en 1687 peu après le siège par les troupes ottomanes en 1683. La capitale autrichienne, délivrée de la menace qui pesait sur elle depuis des années, est libre de se développer et Fischer répond à une série de commandes de structures éphémères à la gloire des Habsbourg ou de monuments commémoratifs dont la célèbre colonne de la peste érigée sur le Graben.
Il se fait alors remarquer par la publication en 1688 d'une grandiose proposition d'agrandissement de ce qui n'était encore qu'un pavillon de chasse dans la banlieue de Vienne, Schönbrunn. Si ce projet bien trop vaste et ambitieux ne voit pas le jour, il attire l'attention de clients prestigieux. La première commande importante est celle du prince de Liechtenstein qui lui confie la réalisation (1687-88) des écuries monumentales de son château morave de Lednice (aujourd'hui en République Tchèque). Peu après, un autre dignitaire de la cour impériale, le comte Michael Johann von Althann (en) lui demande de restaurer et agrandir son château de Vranov nad Dyji (en République Tchèque également). 

### Au service du prince-archevêque de Salzbourg et des grands dignitaires de la cour impériale
En 1693, il est nommé architecte de la cour par le très ambitieux prince-archevêque de Salzbourg, Johann Ernst Thun, dit le Fondateur. Durant la décennie suivante, il demande à Fischer de concevoir nombre de projets dans la ville et ses alentours : cinq églises, un palais de campagne, à Klessheim, et des aménagements divers dans des bâtiments existants, dont les écuries de la cour. En parallèle de sa féconde activité salzbourgeoise, Fischer n'avait jamais cessé de répondre aux sollicitations de dignitaires de la cour impériale, notamment par la conception de villas suburbaines dont le château Strattmann (1692) à Neuwaldegg est l'une des rares survivantes. Cependant, sa première commande prestigieuse à Vienne lui vient du Prince Eugène de Savoie, qui lui demande de concevoir sa résidence d'hiver, son palais urbain (1696). Les commandes aristocratiques vont alors se succéder : palais Schönborn-Batthyány (1699), palais Trautson (1710), palais Clam-Gallas à Prague (1713)

### Au service des empereurs d'Autriche
Entre-temps, en 1696, l'empereur Léopold lui avait demandé de reprendre sur une base plus modeste ses projets pour Schönbrünn ; l'état actuel du palais, maintes fois remanié durant les xviiie et xixe siècles ne correspond cependant que partiellement à la conception initiale. En 1705, monte sur le trône Joseph Ier, à qui il avait enseigné l'architecture quand il était héritier du trône. Fisher, qui avait été anobli en 1695, et désormais connu sous le nom de Johann Bernhard Fischer von Erlach, reçoit le titre de Ihrer K. Maj. ambtlicher Hoff-und Lust-GebaÜ Ober-inspektor (Surintendant des bâtiments de cour et de loisirs de sa Majesté Impériale) et on lui confie la réalisation de la Chancellerie de Bohème (de) à Vienne. Cependant, Joseph meurt jeune et sans héritier direct en 1711 et son frère Charles VI mettra quelques années à confirmer Fischer von Erlach dans ses fonctions. Ce sera fait après que celui-ci aura gagné le concours pour la conception de l'église votive de la fin de la peste, la Karlskirche (l'église Saint-Charles-Borromée, patron du nouvel empereur). Désormais secondé par son fils Joseph Emmanuel, il va s'employer au service de l'empereur avec la restructuration du complexe de la Hofburg, dont la réalisation des écuries monumentales et surtout celle de la bibliothèque.

### Fortune critique
Fischer von Erlach, considéré comme l'un des plus grands architectes autrichiens, a tenté une synthèse d'éléments divers provenant des différentes périodes du baroque. Son succès est dû à sa capacité à adapter aux besoins de l'aristocratie autrichienne et à combiner en un langage original les apports du haut baroque italien, celui de Borromini et Bernin, avec ceux du classicisme français et de la tradition palladienne. Son influence sera déterminante dans l'architecture autrichienne des siècles suivants jusque tard dans le XIXe siècle. Par ailleurs, son ouvrage historique et théorique, Entwurff einer historischen Architektur, montre un architecte très cultivé et curieux, attentif à toutes les époques et tous les styles architecturaux, de Stonehenge aux arcs impériaux chinois. 

## Œuvres
À Prague :
- Palais Clam-Gallas de Prague (1713)

En Moravie :
- les écuries du château de Lednice (1687-88)
- le château de Vranov nad Dyjí (1687-1695)

À Salzbourg :
- Église de la Trinité (1694-1702)
- Johannsspitalkirche (de) (1699-1703)
- Kollegienkirche (en) (1696-1707)
- Ursulinenkirche (de) (1699-1705)
- Autel de la Franziskanerkirche (1708)
- Portail du Hofmarstalls (1694)
- Château de Kleßheim (à partir de 1700)
- pavillon Hoyos-Stöckl, Klessheim (1694)
- Église de pèlerinage de Kirchental bei Lofer (de) (1694-1701)
- Jardins du château Mirabell

À Vienne :
- Bâtiment pour le comte Schlik (de) (1692)
- Palais d'hiver du Prince Eugène (1695-97)
- Chancellerie de Bohême (de) (1708-14, agrandie en 1750-54 par M. Gerl)
- Église Saint-Charles-Borromée (1716-23, achevée par son fils en 1723-39)
- Projets pour la Hofstallungen (de) (1719-21)
- Palais Liechtenstein (Portail et attique 1705)
- Palais Lobkowitz (transformations 1709-11)
- Plans pour la Bibliothèque impériale (dirigé par son fils en 1723-26)
- Palais Schönborn-Batthyány (1692-93)
- Château de Schönbrunn (second projet de 1695)
- Palais Schwarzenberg (1720-22, intérieur dû à son fils)
- Palais Trautson (1710-12)
- Pestsäule am Graben (1687)
- Rénovation de l'ancien hôtel de ville

Dans le reste de l'Autriche :
- Transformation du mausolée de Ehrenhausen (de) (1690)
- Transformation du mausolée de Graz (1687-99)
- Autel de l'église de Mariazell (1692-1704)
- Autel de l'église de Straßengel (de) (maquette de 1687)
- Château de Niederweiden (de) (à partir de 1693)
- Colonne à Perchtoldsdorf (1713)
- Villa Strattmann, Neuwaldegg (1692-93)